# Bansum
Bansum of Bantsum is een wierde in het noordoosten van het dorp Holwierde in de Nederlandse provincie Groningen. De diameter van de wierde bedraagt ongeveer 175 meter. De Bansum is met 3,29 meter boven NAP de hoogste van de drie wierden waarop het dorp gebouwd is. Volgens W.J. Eelssema komt ban uit het Keltisch en betekent "hoog" en zou het nan uit Nansum laag betekenen omdat deze wierde lager is (2,83 meter). Een andere verklaring stelt dat Banse een mansnaam is en -um verwijst naar heem ("Banse's heem/erf").
De wierde wordt van west naar oost in tweeën gedeeld door de Nansumerweg, die loopt tussen de westelijker gelegen Holwierde en de oostelijker gelegen wierde Nansum. Het noordelijk deel wordt gevormd door de begraafplaats met omringende grasvelden en een woning. Het zuidelijk deel bestaat uit huizen aan de zuidzijde van de Bansumerweg, aan weerszijden van de haaks erop verlopende Bansumerweg en de tuinen erachter. De grens van het noordelijk deel is relatief duidelijk afgebakend aan de rand van de grasvelden, aan de zuidzijde lopen de grenzen van de wierde dwars door de bebouwing en tuinen. Aan de oostzijde van de begraafplaats stroomt een stukje van de De Vliet (of Het Vliet), die vroeger vanaf Marsum als waddenpriel langs de zuid- en oostzijde van de wierde en langs Uiteinde naar de Eems liep, maar bij Bansum dichtslibde en later werd vergraven. De straat ten oosten van de wierde (Het Vliet) is ernaar vernoemd.
De uit zandige klei bestaande wierde dateert uit de Late IJzertijd (de oudste aangetroffen sporen dateren uit de Romeinse tijd) en vormde onderdeel van een oeverwal langs De Vliet, die langzamerhand werd uitgebreid in westelijke richting. Vroeger moeten er gezien de hoogte meerdere huizen hebben gestaan, maar rond 1800 was de wierde bijna onbewoond. Er lagen toen alleen een paar gebouwen aan de zuidzijde van de wierde. In 1860 werd door een boer aan de oostzijde van de wierde een stuk grond verkocht, waarop de Holwierse begraafplaats werd aangelegd. Rond 1900 lagen er nog steeds slechts 2 huisjes op de wierde, aan weerszijden van de Nansumerweg. Na de Tweede Wereldoorlog werd de Bansumerweg aangelegd. Pas vanaf die tijd werd de huizenbouw uitgebreid op en rond de wierde. Eerst op het zuidelijk deel van de wierde, maar rond 1990 ook aan de noordzijde van de wierde.
Groningen: Steden en dorpen      Nederland: Provincies · Gemeenten